# 伊尼亚皮
伊尼亚皮是巴西阿拉戈斯州的一个市镇。总面积374.16平方公里，总人口17195人，人口密度46人/平方公里。